# Дамох (округ)
Дамох (хинди दमोह ज़िला; англ. Damoh) — округ в индийском штате Мадхья-Прадеш. Административный центр — город Дамох. Площадь округа — 7306 км². По данным всеиндийской переписи 2001 года население округа составляло 1 083 949 человек. Уровень грамотности взрослого населения составлял 61,8 %, что выше среднеиндийского уровня (59,5 %). Доля городского населения составляла 18,9 %.